# 三騎士傳奇

三騎士傳奇（英語：Legend of the three caballeros）2018迪士尼公司以1944年的動畫電影《西班牙三紳士》為原型所製作的原創動畫。

## 概要
唐老鴨在過著悽慘生日的這天收到了繼承遺產的信件。然而喬奧與班基德也收到了同樣的信件。在遺產的木屋中所找到紀載著黃金的地圖本中出現了冒險女神——桑德拉（Xandra）。她帶領著「三騎士」一起打倒了邪惡的巫師——費爾德拉克（Lord Felldrake）並將其封印在魔杖中。不過費爾德拉克復活，打算再次征服世界。他們三個就是傳說中的「三騎士」的子孫，和桑德拉一同環遊世界並且阻止費爾德拉克。

## 登場角色
- 唐老鴨（Donald Duck）

- 喬奧·卡里奧卡（José Carioca）

- 班基德（Panchito）